# Капелле-ан-ден-Эйссел

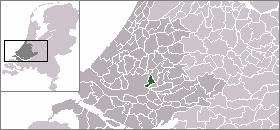
Расположение общины Капелле-ан-ден-Эйссел на карте Нидерландов

Капелле-ан-ден-Эйссел (нидерл. Capelle aan den IJssel) — город и община в провинции Южная Голландия (Нидерланды).

## История
Населённый пункт был основан между 1350 и 1550 годами. За свою историю он неоднократно страдал от пожаров, наводнений и последствий военных действий. С 1900 года на берегах реки начала развиваться судостроительная промышленность.